# Туга (емоція)

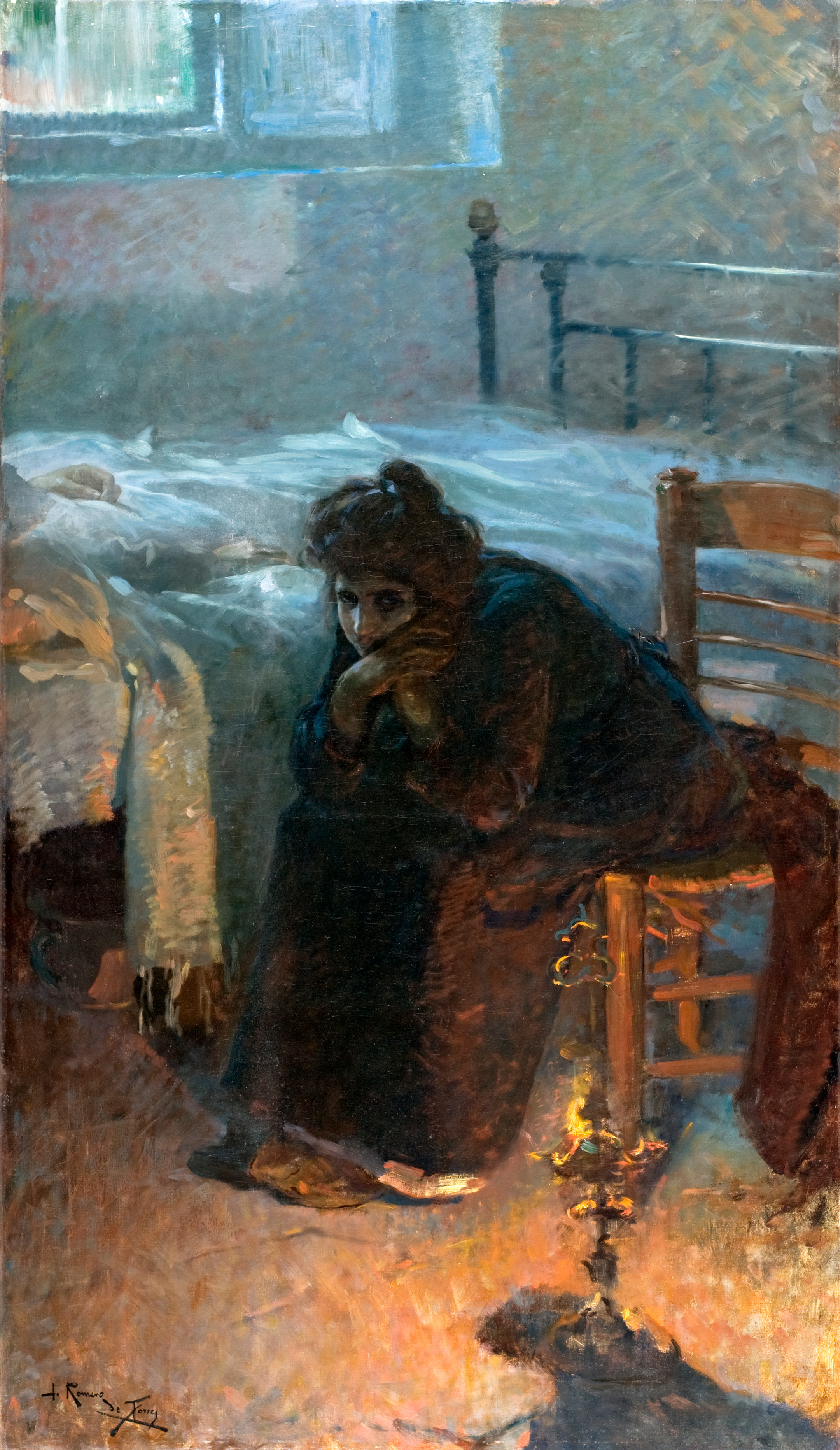
«Години розбитого серця» (Julio Romero de Torres, 1904).

Ту́га чи журба́ — багатозначне поняття, що виражає перш за все переживання глибокого жалю спричиненого якимсь горем, невдачею і т. ін.

## Загальний опис
Виступає предметом психології, а також філософії. Вперше вжите в останні галузі, як реакція на роздумування про смерть, власне значення у світі, а також інші екзистенційні питання. Тривогу не можна звести ні до психологічного прояву, ні до філософського питання; вона є і тим, і іншим у своїй основі.
1. У філософії ця тема розглядалася багатьма авторами, зокрема екзистенціалістами, для яких вона набуває значення питання про людський стан.

1. У психопатології йдеться про стан неспокою, який проявляється як внутрішнє відчуття пригніченості та скутості, що відчувається в тілі. Зазвичай це супроводжується страхом нещастя або неминучої смерті, перед якими суб'єкт відчуває себе безсилим. Сам по собі біль не є психопатологічною ознакою, а є дзеркалом комплексу афективних явищ, однак, якщо він стає занадто частим або навіть безперервним, біль стає симптомом, який може корелювати з іншими специфічними ознаками, утворюючи синдром, або проявлятися ізольовано у вигляді генералізованої тривоги, або тривожного неврозу. У певних клінічних ситуаціях відсутність тривоги може бути такою ж тривожною, як і її надлишок.
2. У фрейдистському психоаналізі тривога - це метапсихологічна концепція, розроблена в Першій актуальній теорії як наслідок придушення, потім переглянута і розвинута в Другій актуальній теорії як джерело придушення, і відтоді розглядається як клінічний прояв інтрапсихічного конфлікту.

Близькими почуттями є смуток, нудьга, тривога. Туга відрізняється вираженим зниженням настрою і погіршенням загального самопочуття. У важких випадках спостерігається різко виражена пригніченість, постійна зосередженість на почутті туги, при цьому практично відсутні навіть короткочасні приємні враження. Нарешті, можуть бути випадки абсолютно нестерпної туги, які нерідко є причиною суїцидальних думок і дій. Стан туги часто супроводжується тривогою, почуттям невмотивованого несвідомого страху.

## Визначення
Етимологічно в українській мові слово туга походить від праслов'янського tǫga, що означає «сила, міцність; в’ялість, інертність, лінощі; стійкість, витривалість, жорсткість». Слід зауважити, що слово лінь і собі пов'язано з поняттями недуги. Слово журба важче визначити, але відомо що воно перед усім пов'язано з хворобливим станом, поневіряннями та муками.

### У філософії
Поняття страждання з'явилося у філософії завдяки К'єркеґорові (1813-1855) у його праці «Поняття страждання» (англ. The Concept of Anguish). Недалеко від визначення, яке дає психоаналіз, воно потім часто використовувалося сучасними філософами для позначення стану метафізичної та моральної тривоги.
|                   | На рівні самосвідомості туга виражає запаморочення індивіда, якому пропонується множинність суперечливих можливостей: точка походження нашої свободи визначає водночас походження гріха і провини, і саме в цій точці розриву людина усвідомлює себе, беручи на себе відповідальність за себе. Людське існування, таким чином, є існуванням за замовчуванням; саме тому перед Богом ми завжди помиляємося. |
| — Серен К'єркеґор | |

### У психології

#### Біхевіоризм
У психологічному підході, натхненному біхевіоризмом, туга визначається як поведінка, пов'язана з тривалою емоцією страху без чітко визначеного зовнішнього об'єкта. Цей підхід розрізняє напад туги та панічну атаку. Напад туги характеризується чітко визначеним періодом інтенсивного страху і дискомфорту, причому щонайменше чотири з наведених нижче симптомів виникають менш ніж за десять хвилин.
1. прискорене серцебиття
2. пітливість
3. тремтіння
4. відчуття задухи
5. біль або дискомфорт у грудях
6. нудота або дискомфорт у животі
7. запаморочення або непритомність
8. дереалізація (відчуття нереальності) або деперсоналізація (відірваність від себе)
9. страх втратити контроль або збожеволіти
10. страх смерті
11. відчуття оніміння
12. озноб або припливи
13. втома
14. плач

Серед симптоматичних підходів - DSM-IV та МКХ-10 - пропонують категорію: Тривожний розлад, включаючи генералізований тривожний розлад.

### Психоаналіз
Теорії тривоги Зиґмунда Фройда доповнюють одна одну. Ми зазвичай розрізняємо дві концепції інтрапсихічних механізмів, більшість з яких є несвідомими й з'являються лише через слова терапії, малюнки для дітей або через більш-менш сублімовані медіації:
- Перша теорія розглядає тугу як вторинну стосовно репресії: сексуальний афект, звільнений від репресованої репрезентації, трансформується в тугу.
- Друга розглядає тугу як «сигнал» перед обличчям неминучої небезпеки, особливо внутрішньої; таким чином, тривога тут є захисним процесом, введеним в дію его перед обличчям припливу імпульсивного збудження: тривога, таким чином, передує репресії в цій концепції.
- У зв'язку з вищесказаним, «автоматична тривога» є спонтанною реакцією організму на травматичну ситуацію, як зовнішню, так і внутрішню.

Аналіз якісних відтінків тривоги показує, що вона може змінюватися залежно від об'єкта страху:
- тривога кастрації характерна для неврозу; мова піде, наприклад, про опис Фройдом несвідомого як ігнорування заперечення - в цьому випадку "не маю";
- депресивна тривога (Дональд Віннікотт) - страх втратити об'єкт (і не обов'язково фалос); вона пов'язана, серед іншого, з депресивною позицією; зустрічається в організаціях пограничного типу, згідно з Жаном Берже (психоаналітик);
- тривога смерті, яка виникає раніше, є психотичною за своєю природою; вона пов'язана з тривогою фрагментації, яка стосується скоріше буття, ніж володіння; психотик жахається знищення, яке представляє фрагментація.